# Pawtucket
Pawtucket è una città degli Stati Uniti d'America, nella Contea di Providence, nello Stato del Rhode Island.
La popolazione era di 73.742 abitanti nel censimento del 2000, passati a 72.342 secondo una stima del 2007, 71.148 del 2010 il che ne fa la quarta città per popolazione dell'intero stato.

## Etimologia
Il nome "Pawtucket" deriva dalla parola in lingua algonquiana usata per descrivere delle "cascate di fiume."

## Storia

### XVII secolo
La regione di Pawtucket si disse che era una delle più popolose del New England all'arrivo dei coloni europei. I nativi americani infatti si erano insediati in quest'area per godere della pesca del salmone e di pesci più piccoli che appunto si ritrovavano nei pressi delle cascate del fiume locale. Il primo colono europeo dell'area fu ad ogni modo Joseph Jenckes, originario di Lynn, nel Massachusetts. Egli acquistò 60 acri di terra presso le cascate di Pawtucket nel 1671 dando così inizio al primo insediamento della città. Egli fondò inoltre il primo mulino per segare la legna ed una forgia per il metallo. Queste prime costruzioni, assieme all'intero villaggio, vennero distrutte nella successiva Guerra di Re Filippo.

### XVIII secolo
Altri coloni seguirono Jencks e nel 1775 l'area ospitava un'eccellente squadra di artigiani che spaziavano dalla fabbricazione di moschetti alla costruzione delle navi, sino alla produzione di olio di lino ed all'estrazione di cristalli di potassio. Il più famoso artigiano dell'epoca fu indubbiamente Oziel Wilkinson e la sua famiglia che costruirono una forgia per la produzione di ancore, chiodi e persino cannoni.

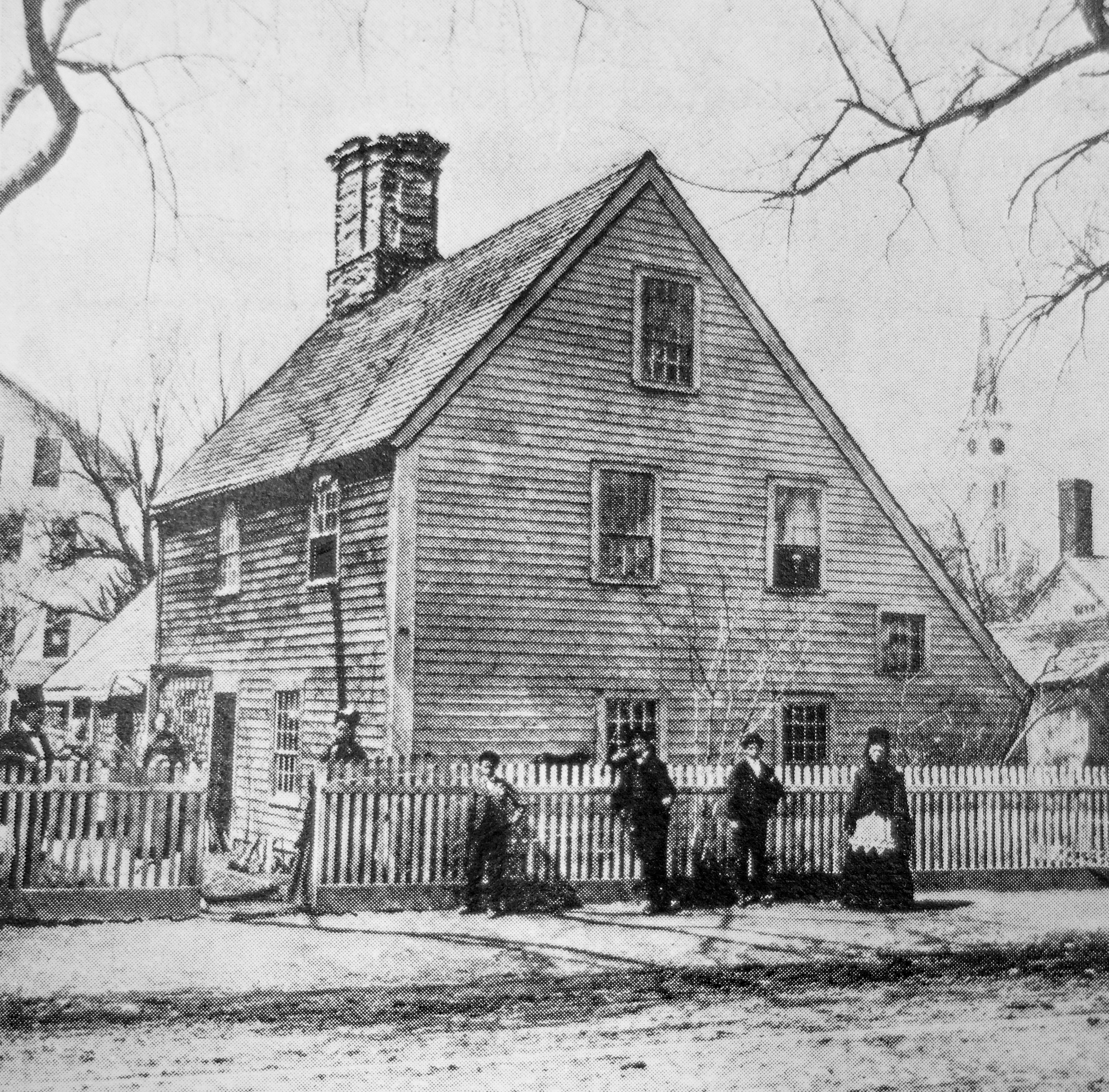
Jencks House
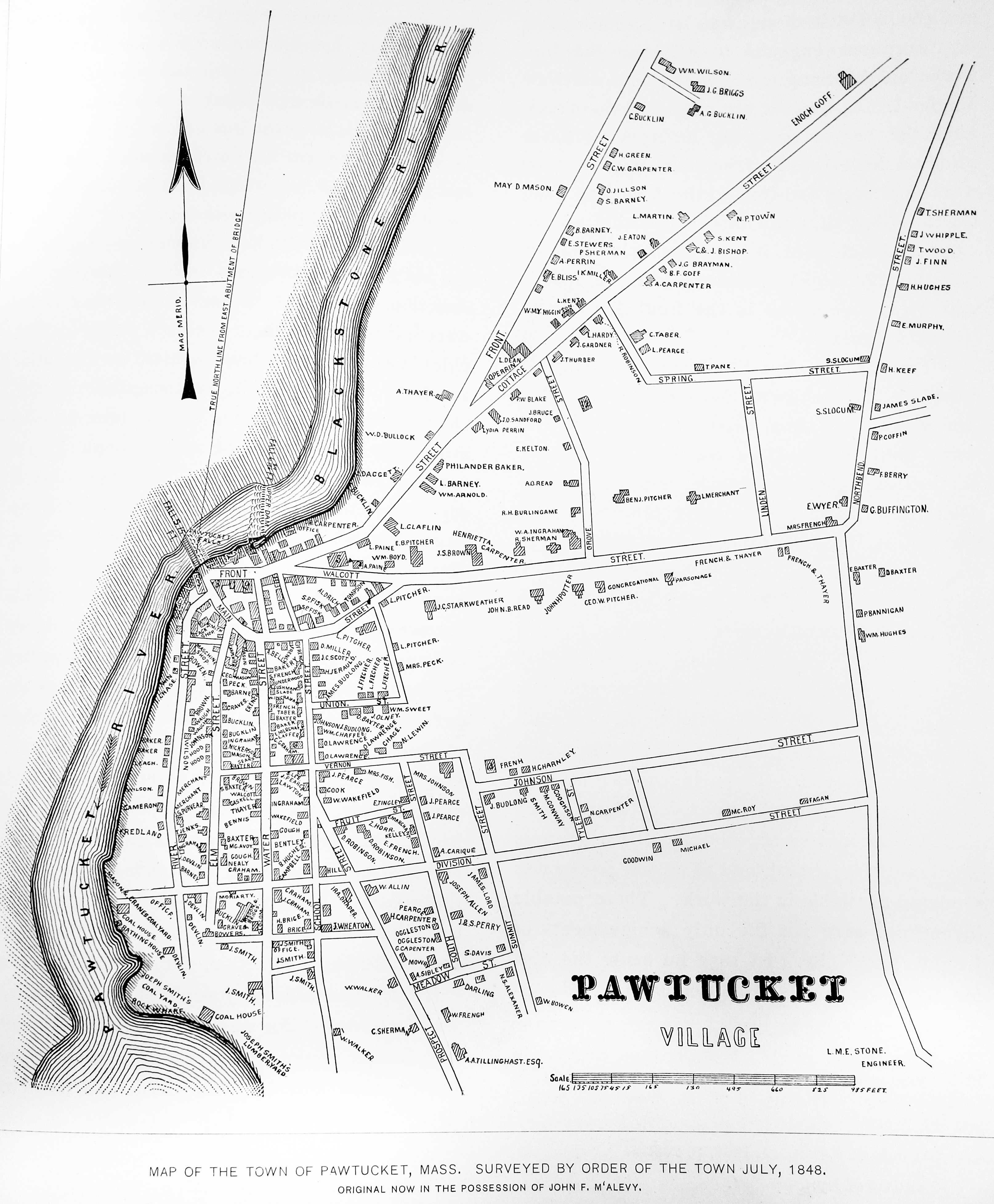
Mappa di Pawtucket, Massachusetts, luglio 1848
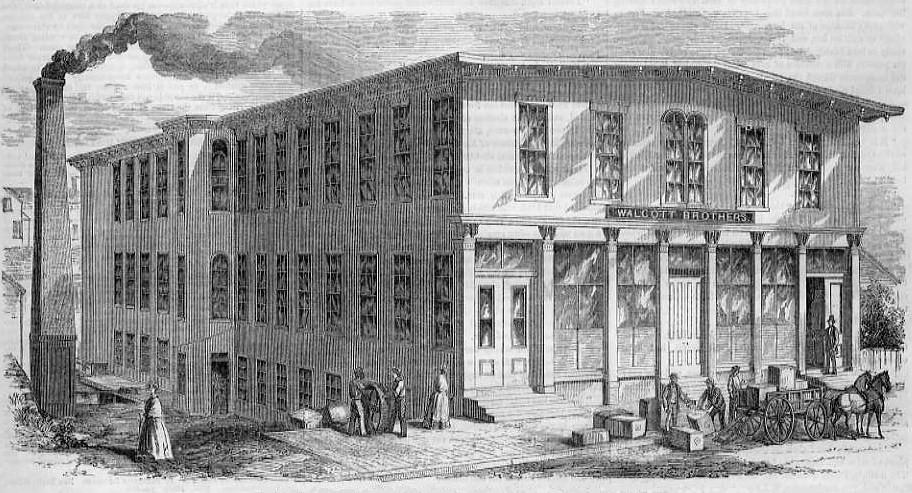
La Walcott Brothers' factory nel 1855
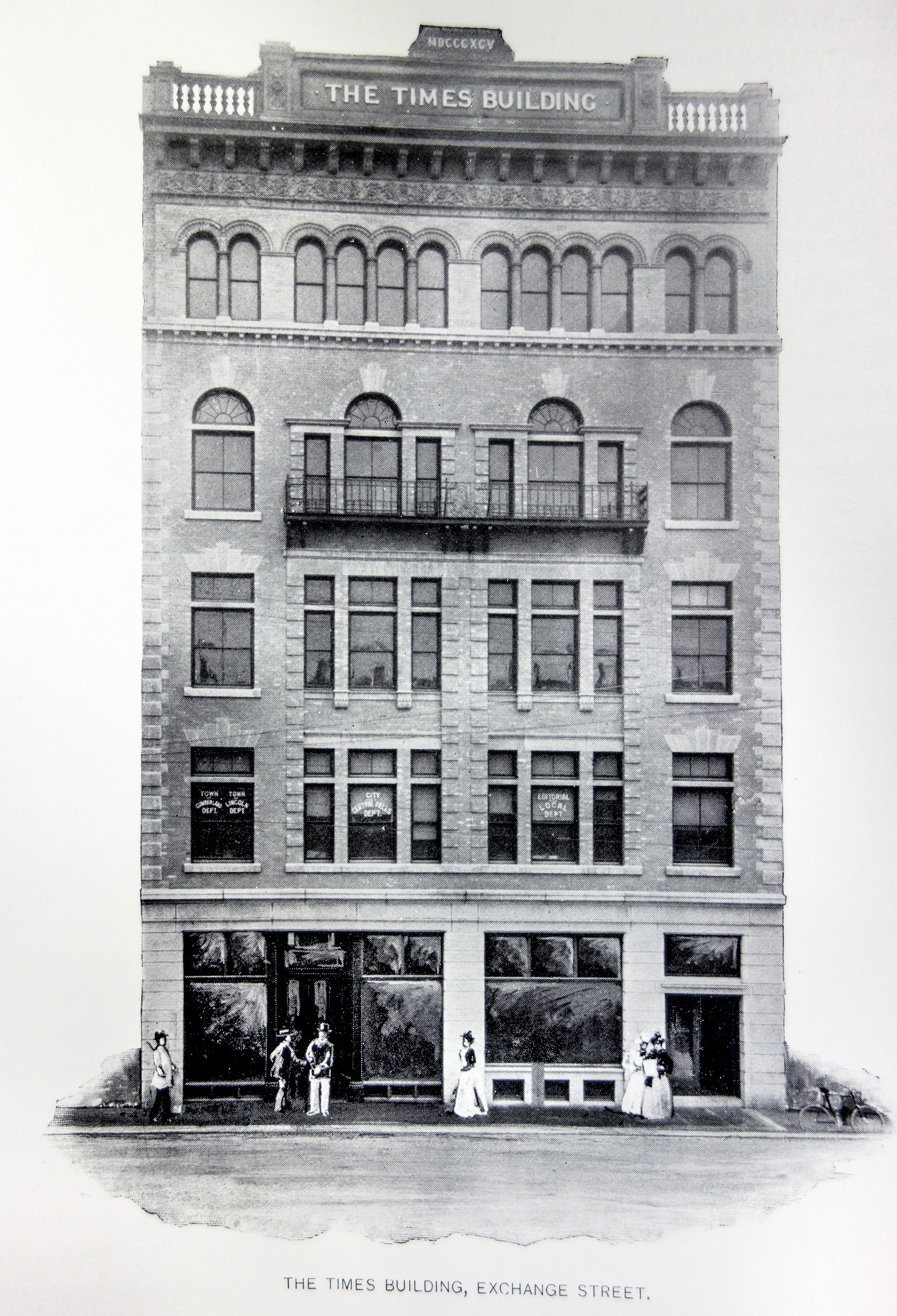
Il Pawtucket Times Building

### L'Ottocento

#### Mutamenti territoriali
Nell'Ottocento si susseguirono per la città una serie di cambi territoriali. Originariamente la terra ad ovest del Blackstone River era parte della vicina città di North Providence. La parte ad est del Blackstone River era invece parte del Massachusetts, del villaggio di Rehoboth, parte che venne incorporata al territorio di Pawtucket nel 1828. Nel 1862 la porzione orientale venne assorbita nella Providence County, Rhode Island.
Nel 1874, anche le terre ad ovest del fiume vennero spostate da North Providence al villaggio di Pawtucket, e nel 1885-1886 West e East Pawtucket vennero unite alla città e definitivamente incorporate.

#### La rivoluzione industriale
Pawtucket fu da subito un importante centro per la tessitura del cotone durante la Rivoluzione Industriale americana. Lo Slater Mill, costruito nel 1793 da Samuel Slater sul Blackstone River a Pawtucket, fu il primo mulino per la produzione di cotone completamente meccanizzato d'America. Altre industrie col tempo contribuirono a trasformare Pawtucket in un centro di produzione tessile, di lavorazione del ferro e di altri prodotti.

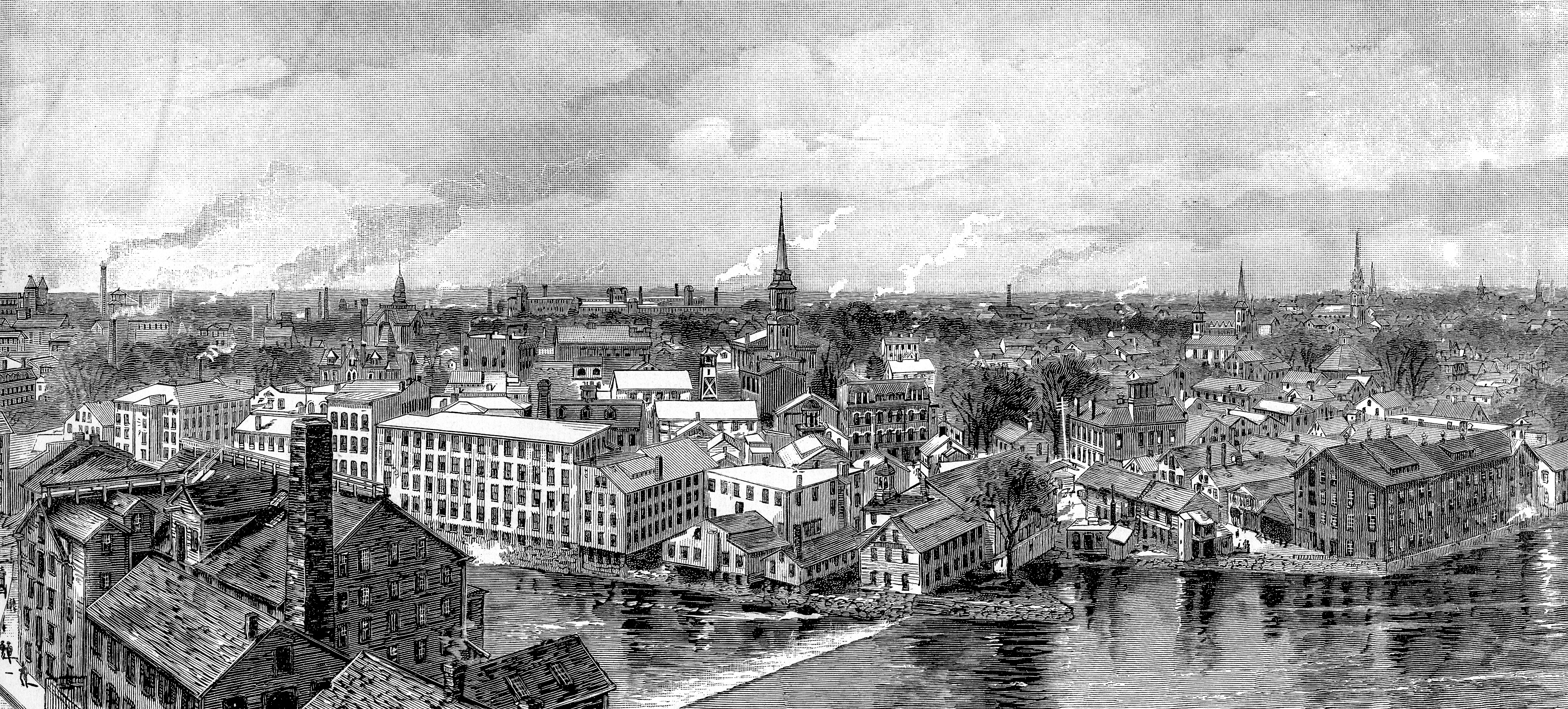
Veduta della città di Pawtucket nel 1886

### Il Novecento
Dagli anni '20, Pawtucket divenne una città prospera. L'abitato disponeva di una dozzina di teatri, due dozzine di hotels e un grande insieme di architetture commerciali e residenziali. L'edificio ad ogni modo più importante della città era il Leroy Theatre, chiamato popolarmente "Pawtucket's Million Dollar Theater". Molti personaggi importanti della città costruirono la loro abitazione nell'area come Darius Goff.
L'industria tessile nel New England decadde a seguito della Grande depressione con la chiusura di molte aziende nell'area. Fu con questa decadenza che Pawtucket perse gran parte del proprio patrimonio architettonico tra cui il Leroy Theatre che venne demolito.

## Economia
A differenza di altri centri abitati della regione, malgrado tutto, Pawtucket ha mantenuto un assetto industriale interessante basato essenzialmente sulla lavorazione della gomma e di materiali elastici, della gioielleria e della lavorazione dell'argento e dei metalli, oltre che parte delle industrie tessili. La Hasbro, una delle più importanti aziende produttrici di giocattoli nel mondo, ha la propria sede a Pawtucket.

## Popolazione
Abitanti censiti

## Monumenti e luoghi di interesse
Le vetrate della chiesa principale, realizzate negli anni 1926-1928 dall'artista francese George Desvallières.

## Sport

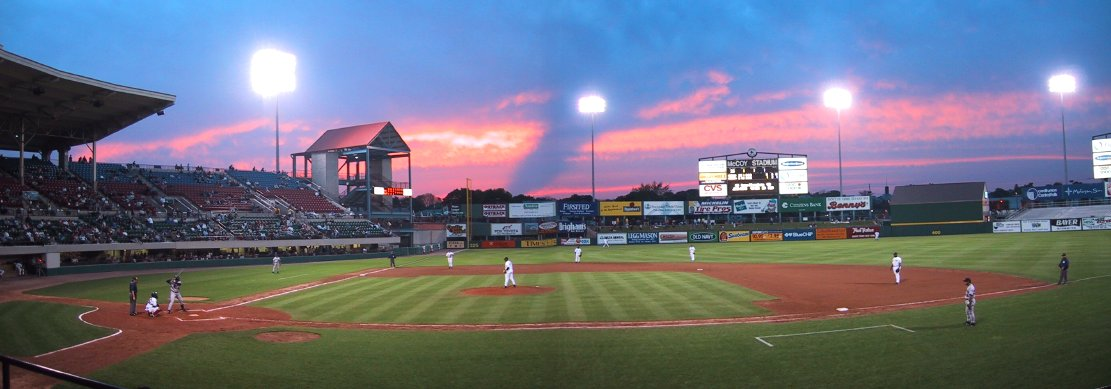
Una partita notturna nel 2002 a McCoy Stadium

Pawtucket è sede del McCoy Stadium, dove si allenano i Pawtucket Red Sox, team minore di baseball affiliato ai Boston Red Sox. La squadra è stata per lungo tempo di proprietà di Ben Mondor. Pawtucket ha un forte legame col baseball professionale con la costituzione della prima squadra ufficiale nel 1892, i Pawtucket Indians.
Nel 1934 il Narragansett Park è stato aperto per delle corse a cavallo e sino alla sua definitiva chiusura nel 1978 ha ospitato numerose corse importanti a livello nazionale con cavalli d'eccezione come Seabiscuit, War Admiral e Gun Bow.